# 堀正平
堀 正平（ほり しょうへい、1888年（明治21年）12月2日 - 1963年（昭和38年）12月27日）は、日本の剣道家。段位は範士九段。
大日本武徳会武術教員養成所卒業。著書『大日本剣道史』は剣道史研究の名著として知られる。また、吉川英治の小説で宮本武蔵が注目される以前に『宮本吉岡決闘之地』の石碑を私費で建立した。

## 経歴

### 少年期
大分県別府に生まれる。父・堀政太郎は江戸時代には楊心流柔術の師範であったが、維新後は駄菓子屋を営んでいた。1894年（明治27年）、熊本県阿蘇郡小国村に移住し、12歳から父より剣術を学ぶ。1903年（明治36年）、旧中津藩士・丸山伝八より神一刀流剣術を学ぶ。

### 大日本武徳会入所
1905年（明治38年）、父と死別。剣術家を志し、京都の大日本武徳会本部剣術部の講習生となる。1906年（明治39年）、大日本武徳会武術教員養成所に入所。持田盛二、大島治喜太と並び「三勇士」と謳われる。1907年（明治40年）、西日本各地を廻る武者修行の旅に出る。1908年（明治41年）、武術教員養成所を卒業する。

### 剣道指導と武者修行の旅
その後、宮崎県立延岡中学校の剣道教師となる。1910年（明治43年）、武者修行の旅に出て、北陸地方・関東地方を廻る。1912年（大正元年）、石川県に移り、第四高等学校、金沢医学専門学校の剣道師範、武徳会石川支部教師となる。1914年（大正2年）5月、佐々木翁と結婚。1914年（大正3年）、武者修行の旅に出る。
1915年（大正4年）、教職を辞し、南禅寺僧堂に入り参禅する。1921年（大正10年）、武者修行の旅に出て、有信館、明信館、水戸東武館、北辰堂などを巡る。同年、妻・佐々木翁、死去。
1927年（昭和2年）、海軍呉鎮守府の剣道師範となり、呉海兵団、海軍兵学校、横須賀の海軍砲術学校でも剣道を指導する。1932年（昭和7年）、最後の武者修行の旅に出る。島根県、鳥取県、岡山県を廻る。
1936年（昭和11年）、広島県呉市に道場「剣道考古館」を開く。
1944年（昭和19年）、武徳会居合制定委員となる。
1945年（昭和20年）7月、空襲により自宅と道場を焼失。

### 天覧試合出場記録
1929年（昭和4年）、御大礼記念天覧武道大会に指定選士として出場。檜山義質、宮崎茂三郎、志賀矩を破るが、準々決勝で植田平太郎に敗れる。堀はこれまで、古流の斬る剣術とスピードと技巧を中心にする現代剣道の狭間に立って悩んでいたが、この頃から新たな境地が開けたという。
1940年（昭和15年）、紀元二千六百年奉祝天覧武道大会に指定選士として出場。加藤七左衛門、浅子治郎、森末弘雅を破るが、準々決勝で津崎兼敬に敗れる。

### 戦後
太平洋戦争終戦後、C級戦犯指定を受け、公職追放される。
1952年（昭和27年）、公職追放を解除される。
1963年（昭和38年）12月27日、呉市の自宅で死去。京都市左京区の墓地に葬られる。

## 段位称号
- 1915年（大正4年）、大日本武徳会剣道精錬証
- 1922年（大正11年）、大日本武徳会剣道教士
- 1941年（昭和16年）、大日本武徳会剣道範士
- 1957年（昭和32年）、全日本剣道連盟剣道九段

## 人物・エピソード

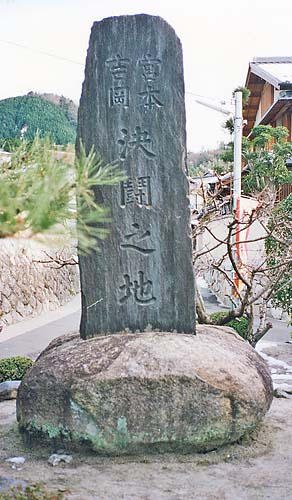
宮本吉岡決闘之地

京都市左京区の一乗寺下り松に、『宮本吉岡決闘之地』とする石碑があるが、これは堀が1921年（大正10年）に私費で建てたものである。吉川英治の小説『宮本武蔵』が書かれる前のことで、村の人たちはこの碑を建てることに疑問を抱いていたという。
当初は寂しい村で訪れる者も少なかったが、吉川英治の新聞連載や、1942年（昭和17年）の片岡千恵蔵主演映画『宮本武蔵・一乗寺決闘』で宮本武蔵が有名になってからは、村人も観光に熱心になり、「武蔵饅頭」などという土産も売られる名所となった。

## 著書
- 『剣道の真諦』（1921年）
- 『大日本剣道史』（1934年、増補改訂版を1958年に刊行）